# Hans Heinrich Frodien
Hans Heinrich Louis Gustav Frodien (* 28. Juni 1897 in Kuhs bei Güstrow, Mecklenburg; † unbekannt, nach 1945) war ein deutscher Polizeibeamter und SS-Führer. Er war unter anderem Adjutant Heinrich Himmlers bei der Gestapo.

## Leben
Frodien nahm als Kriegsfreiwilliger am Ersten Weltkrieg teil. Anschließend gehörte er bis 1920 einem Freikorps an. Danach war er kurzzeitig in der Privatwirtschaft tätig, bevor er im September 1920 in die Schutzpolizei eintrat.
Anfang 1934 wurde Frodien als Polizeihauptmann zum Verbindungsführer der Schutzpolizei im Geheimen Staatspolizeiamt (Gestapa) in Berlin ernannt. In den Jahren 1934 und 1935 fungierte er als Adjutant des Reichsführers SS, d. h. Heinrich Himmlers, in der Gestapo. Später wurde er zum Oberst der Landespolizei befördert. Am 7. Juli 1937 beantragte Frodien die Aufnahme in die NSDAP und wurde rückwirkend zum 1. Mai desselben Jahres aufgenommen (Mitgliedsnummer 4.344.788), später trat er auch in die SS ein (SS-Nummer 491.734). In der letzteren wurde er gemäß dem Prinzip der Dienstgradangleichung mindestens bis zum Obersturmbannführer befördert. 1945 war Frodien beim Befehlshaber der Ordnungspolizei in Wien tätig.
Christoph Graf wertet ihn als ein „eklatantes Beispiel für Kontinuität vom Kriegsveteran und Freikorpsführer über Schupo und Gestapa Diels zur Gestapo Himmlers, dessen Adjutant Frodien war ohne gleichzeitige Mitgliedschaft in der NSDAP oder SS.“

## Ehe und Familie
Frodien heiratete am 13. Mai 1922 in Charlottenburg Lucie Helene Riedel (* 12. Dezember 1897 in Hohenkirch, Kreis Briesen). Ihr gemeinsamer Sohn Jürgen Ernst Kurt Erwin Frodien wurde am 13. Juni 1928 in Berlin geboren. Er wanderte in die Vereinigten Staaten aus, wo er am 8. Juni 2003 starb. Sein letzter Wohnort im Jahr 2002 war Saint Clair Shores im Macomb County, Michigan.